# فرودگاه شهرستان استنلی
فرودگاه شهرستان استنلی (به انگلیسی: Stanly County Airport) یک فرودگاه همگانی است که یک باند فرود آسفالت دارد و طول باند آن ۱۶۷۶ متر است. این فرودگاه در کشور ایالات متحده آمریکا قرار دارد و در ارتفاع ۱۸۵٫۶ متری از سطح دریا واقع شده است.